# Dina Pronicheva
Pour les articles homonymes, voir Wasserman.
Dina (Vera) Mironovna Pronicheva, née Wasserman, née le 7 janvier 1911 à Tchernihiv et décédée en 1977, est une survivante de la Shoah par balles. Elle survit au massacre de Babi Yar du 29 septembre 1941 à Kiev (Ukraine).

## Biographie
Fille de Miron Aleksandrovitch Mstislavskii and Anna Efimovna Mstislavskaïa, elle a deux frères et une sœur. La famille vit à Kiev où elle fréquente l'école publique. Épouse d'un russe non-juif, elle travaille pour le théâtre de marionnettes de Kiev jusqu'en 1941.
Le 29 septembre 1941, tous les Juifs de Kiev sont menés en groupe à un ravin située près de la ville, où ils doivent se déshabiller. Sortie de la file grâce à ses papiers, elle est finalement mise en ligne pour être abattue à la fin de la journée. Peu avant son tour, elle se laisse tomber dans le ravin et fait semblant d'être morte jusqu'aux départs des Allemands. Après leur départ, elle s'extrait des cadavres, s'enfuit, est dénoncée, rattrapée mais réussi de nouveau à fuir et passe le reste de la guerre sous différentes identités non-juives. En mars 1944, après la libération de la ville, elle retrouve ses enfants qui furent placés dans un orphelinat par des voisins lors de son arrestation.
Le 24 janvier 1946, elle témoigne du massacre de Babi Yar lors du procès pour crimes de guerre de 15 membres de la police allemande.